# داني غرين
داني غرين (بالإنجليزية: Danny Green)‏ مواليد 22 يونيو 1987، هو لاعب كرة سلة أمريكي يلعب مع فريق سان أنطونيو سبرز في الرابطة الوطنية لكرة السلة ويحمل الرقم 14. يبلغ طوله 6 قدم 6 بوصة (2.0 م).

## فرق لعب لها
- كليفلاند كافالييرز
- سان أنطونيو سبرز

## روابط خارجية
- داني غرين على موقع الدوري الأوروبي لكرة السلة (الإنجليزية)
- داني غرين على موقع إن بي أي (الإنجليزية)
- داني غرين على موقع سبورتس رفرنس (الإنجليزية)
- داني غرين على موقع كرة السلة الأوروبية.كوم (الإنجليزية)
- داني غرين على موقع إي إس بي إن.كوم (الإنجليزية)
- داني غرين على موقع كلية كرة السلة في سبورتس رفرنس.كوم (الإنجليزية)
- داني غرين على موقع ريلجم (الإنجليزية)
- داني غرين على موقع بروبوليرز (الإنجليزية)
- داني غرين على موقع سبورتس رفرنس (الإنجليزية)
- داني غرين على موقع سبورتس رفرنس (الإنجليزية)